# Christer Grewin
Christer Grewin (* 1941; † 21. August 1999) war ein schwedischer Tontechniker und Komponist.
Grewin arbeitete ab 1962 als Toningenieur beim Schwedischen Rundfunk. Er wirkte hier u. a. bei Berichten von Olympischen Spielen mit und machte zahlreiche Aufnahmen von Musikwerken mit der neuen Technik der Kunstkopfstereofonie. Mitte der 1970er Jahre modernisierte er im Auftrag der Schwedischen Internationalen Entwicklungsagentur die Radiostation in Daressalam und bildete dort Ingenieure für moderne Rundfunkproduktionstechnik aus. Ab 1977 war er Ausbilder für Toningenieure beim Schwedischen Rundfunk und Fernsehen.
1981 wurde er Produktionsleiter, 1984 Chef der technischen Entwicklungsabteilung des Schwedischen Rundfunks. Hier arbeitete er an einem Hörtestsystem, das später bei der Prüfung der Klangcodierungsalgorithmen von MPEG-Standards Anwendung fand. Mit Kjell Engström erarbeitete er 1990 Spezifikationen für das Digital Sound Quality Transmission System (DSQ) für die Übertragung von Rundfunkprogrammen, die internationaler Standard wurden. Von 1993 bis 1996 erarbeitete er mit Neil Gilchrist  für die Audio Engineering Society (AES) die Collected Papers on Digital  Audio Bit-rate Reduction. Ab 1996 war er technischer Leiter der digitalen Sendungen des Schwedischen Rundfunks. Für seine Verdienste um das digitale Radio und internationale Standards wurde er 1999 als Fellow der AES geehrt.
Im Lauf seiner Tätigkeit beim Schwedischen Rundfunk unterstützte Grewin viele Komponisten bei der technischen Umsetzung ihrer elektroakustischen Werke, bei der Überwindung technologischer Barrieren und praktischer Probleme. Er schuf auch selbst elektroakustische Werke wie die Dialogi, in denen er mit dem gesprochenen Wort arbeitete und die im Experimentalstudio des Polnischen Rundfunks aufgenommen wurden.